# Santa Cruz Michapa
Santa Cruz Michapa è un comune del dipartimento di Cuscatlán, in El Salvador.